# 베레지아
베레지아(프랑스어: Béréziat)는 프랑스 동부 오베르뉴론알프 앵주에 있는 코뮌이다. 브레스 지방에 위치해 있으며 아티냐 캉통에 속한다. 9세기경부터 문헌상에 처음으로 언급되기 시작한 오래된 마을이다.
2014년 기준 인구수는 447명으로 2009년 인구에 비해 14.66% 증가했다. 앵 주 전역의 증가치인 5.95%에 비해 높은 편이다.

## 인구
| 연도 | 인구 | ±%    |
| ---- | ---- | ----- |
| 2005 | 354  | —     |
| 2006 | 358  | +1.1% |
| 2007 | 359  | +0.3% |
| 2008 | 388  | +8.1% |
| 2009 | 416  | +7.2% |
| 2010 | 445  | +7.0% |
| 2011 | 446  | +0.2% |
| 2012 | 463  | +3.8% |
| 2013 | 470  | +1.5% |
| 2014 | 477  | +1.5% |
| 2015 | 484  | +1.5% |
| 2016 | 494  | +2.1% |

## 명소
- 베레지아 생조르주 교회

## 같이 보기
- 앵 주의 코뮌 목록